# 新烏里揚諾夫斯克
54°10′00″N 48°23′00″E / 54.1667°N 48.3833°E
新烏里揚諾夫斯克（俄语：Новоулья́новск）是俄羅斯烏里揚諾夫斯克州中部的一個城市，位於伏爾加河加岸、首府烏里揚諾夫斯克以南。2002年人口17,595人。
1960年建城，1967年設市。